# Capparidia
Capparidia é um gênero de mariposa pertencente à família Crambidae.